# Konrad von Mandern
 (novembre 2017).
Si vous disposez d'ouvrages ou d'articles de référence ou si vous connaissez des sites web de qualité traitant du thème abordé ici, merci de compléter l'article en donnant les références utiles à sa vérifiabilité et en les liant à la section « Notes et références ».

Sceau des grands maîtres de l'ordre Livonien.

Konrad von Mandern dit Medem, né au début du XIIIe siècle en Basse-Saxe et mort le 5 mai 1295, est le grand maître de l'ordre Livonien des chevaliers Teutoniques entre 1263 et 1266.

## Biographie
Originaire de Lunebourg en Basse Saxe, cet ancêtre de la famille maternelle de la duchesse de Dino, avait, comme beaucoup de jeunes hommes de la déjà très ancienne noblesse allemande, quitté son pays natal pour combattre le paganisme dans les pays baltes.